# Inaba Shuto
Shuto Inaba (sinh ngày 29 tháng 6 năm 1993) là một cầu thủ bóng đá người Nhật Bản.

## Sự nghiệp câu lạc bộ
Shuto Inaba đã từng chơi cho Kataller Toyama.